# Kasseler Sport-Verein Hessen Kassel 1963-1964
Questa voce raccoglie le informazioni riguardanti il Kasseler Sport-Verein Hessen Kassel nelle competizioni ufficiali della stagione 1963-1964.

## Stagione
Nella stagione 1963-1964 l'Hessen Kassel, allenato da Willibald Hahn e Walter Müller, concluse il campionato di Regionalliga sud al 1º posto. Negli spareggi promozione l'Hessen Kassel fu eliminato nella fase a gironi. In Coppa di Germania l'Hessen Kassel fu eliminato agli ottavi dall'Eintracht Francoforte.

## Rosa
| N. |                     | Ruolo | Calciatore         |
| -- | ------------------- | ----- | ------------------ |
| 1  | Germania (bandiera) | P     | Karl Loweg         |
| 1  | Germania (bandiera) | P     | Karl-Willi Nolte   |
| 2  | Germania (bandiera) | D     | Dieter Vollmer     |
| 3  | Germania (bandiera) | D     | Rainer Istel       |
| 4  | Germania (bandiera) | C     | Peter Wolf         |
| 5  | Germania (bandiera) | D     | Werner Hassenpflug |
| 6  | Germania (bandiera) | C     | Helmut Huttary     |
| 7  | Ungheria (bandiera) | C     | Jozsef Burjan      |
| 7  | Germania (bandiera) | A     | Horst Assmy        |
| 9  | Germania (bandiera) | A     | Helmut Zufall      |

| N. |                     | Ruolo | Calciatore            |
| -- | ------------------- | ----- | --------------------- |
| 10 | Germania (bandiera) | C     | Rolf Fritzsche        |
| 10 | Germania (bandiera) | A     | Klaus-Peter Jendrosch |
| 11 | Germania (bandiera) | A     | Gerd Becker           |
|    | Germania (bandiera) | D     | Hans Alt              |
|    | Germania (bandiera) | D     | Heinrich Dittel       |
|    | Germania (bandiera) | D     | Hans Michel           |
|    | Germania (bandiera) | C     | Uwe Habedank          |
|    | Germania (bandiera) | C     | Hans-Adolf Schade     |
|    | Germania (bandiera) | C     | Wolfgang Simon        |
|    | Germania (bandiera) | A     | Ernst Kuster          |

## Organigramma societario
Area tecnica
- Allenatore: Walter Müller
- Allenatore in seconda:
- Preparatore dei portieri:
- Preparatori atletici:
- Analisi video:

## Calciomercato

### Sessione estiva
| Acquisti | Acquisti        | Acquisti            | Acquisti |
| R.       | Nome            | da                  | Modalità |
| -------- | --------------- | ------------------- | -------- |
| D        | Heinrich Dittel | Vikt. Aschaffenburg |          |
| C        | Rolf Fritzsche  | Amburgo             |          |

| Cessioni | Cessioni         | Cessioni          | Cessioni |
| R.       | Nome             | a                 | Modalità |
| -------- | ---------------- | ----------------- | -------- |
| C        | Lothar Kleim     | Eintracht Treviri |          |
| C        | Winfried Nehring | 1. FC Pforzheim   |          |
| C        | Manfred Seißler  | 1. FC Pforzheim   |          |
| A        | Peter Velhorn    | Kärnten           |          |

## Risultati

### Regionalliga

#### Girone di andata
| Arbitro: | Siebert |

|             |           |                      |
| Masurek 75’ | Marcatori | 11’ Becker 20’ Simon |

| Arbitro: | Ott |

|                                       |           |           |
| Fritzsche 3’ Jendrosch 47’ Becker 58’ | Marcatori | 64’ Engel |

| Arbitro: | Jedele |

|                                                                  |           |                           |
| Lechner 15’, 65’ Haseneder 55’, 69’, 87’ Schmaus 67’ Sterzik 70’ | Marcatori | 37’ Jendrosch 82’ Huttary |

| Arbitro: | Jacobi |

|                        |           |                                    |
| Becker 32’ Huttary 70’ | Marcatori | 43’ Ipta 47’ Drescher 71’ Koulmann |

| Arbitro: | Kreitlein |

|                            |           |                                               |
| Winterling 45’ Fischer 62’ | Marcatori | 47’ Assmy 60’ Jendrosch 83’ Becker 90’ Burjan |

| Arbitro: | Spinnler |

|                                        |           |                            |
| Jendrosch 3’, 12’, 76’ Becker 64’, 85’ | Marcatori | 35’ Studenroth 67’ Holland |

| Arbitro: | Kandlbinder |

|             |           |                                                        |
| Seißler 30’ | Marcatori | 13’, 51’ Jendrosch 69’ (aut.) Rosanowski 88’ Fritzsche |

| Arbitro: | Eisemann |

|                                                                     |           |            |
| Fritzsche 2’, 43’, 63’, 79’ Burjan 15’ Jendrosch 19’, 60’, 67’, 71’ | Marcatori | 16’ Gruber |

| Arbitro: | Fritz |

|           |           |                                       |
| Desch 73’ | Marcatori | 33’ Fritzsche 43’, 63’, 85’ Jendrosch |

| Kassel 13 ottobre 1963 10ª giornata             | Hessen Kassel | 1 – 0 referto | Waldhof Mannheim | Auestadion |
| \| \| \| \| \| Fritzsche 75’ \| Marcatori \| \| |               |               |                  |            |
|                                                 |               |               |                  |            |
| Fritzsche 75’                                   | Marcatori     |               |                  |            |

| Arbitro: | Riegg |

|                                  |           |               |
| Schwarzfischer 9’ Stöhr 34’, 44’ | Marcatori | 21’ Fritzsche |

| Arbitro: | Mathieu |

|                                                     |           |             |
| Kuster 36’, 67’, 72’ Jendrosch 41’, 79’ Huttary 85’ | Marcatori | 26’ Fürther |

| Arbitro: | Kreitlein |

|                    |           |                             |
| Krauß 83’ Maaß 85’ | Marcatori | 70’ Jendrosch 78’ Fritzsche |

| Arbitro: | Scheuring |

|                                  |           |  |
| Alt 22’ Kuster 46’ Jendrosch 58’ | Marcatori |  |

| Arbitro: | Tschenscher |

|  |           |                                             |
|  | Marcatori | 40’ Huttary 56’ Becker 57’ (aut.) Emmerling |

| Arbitro: | Binder |

|                                                                |           |                       |
| Becker 6’, 49’ Fritzsche 9’, 47’ Kuster 67’, 75’ Jendrosch 68’ | Marcatori | 8’ Weber 72’ Pastoors |

| Arbitro: | Reil |

|  |           |                       |
|  | Marcatori | 22’ Becker 63’ Kuster |

| Arbitro: | Heumann |

|                                                   |           |          |
| Kuster 2’, 85’, 90’ Becker 30’ Fritzsche 49’, 73’ | Marcatori | 89’ Gast |

| Arbitro: | Conrad |

|             |           |               |
| Schäfer 70’ | Marcatori | 36’ Jendrosch |

#### Girone di ritorno
| Arbitro: | Betz |

|                          |           |                                         |
| Stocker 43’ Hoffmann 55’ | Marcatori | 6’, 58’ Jendrosch 32’ Kuster 65’ Becker |

| Arbitro: | Tschenscher |

|                               |           |                                                    |
| Jendrosch 21’, 28’ Becker 24’ | Marcatori | 13’, 76’ Peschen 47’ Lechner 65’ Sieber 81’ Kacmac |

| Arbitro: | Kreitlein |

|              |           |  |
| Drescher 85’ | Marcatori |  |

| Arbitro: | Schmid |

|                                                        |           |            |
| Kuster 6’, 55’ Burjan 13’, 18’ Becker 85’ Habedank 86’ | Marcatori | 80’ Reißer |

| Arbitro: | Kreitlein |

|                           |           |                              |
| Däschner 20’ Poklitar 45’ | Marcatori | 70’, 77’ Jendrosch 89’ Assmy |

| Kassel 2 febbraio 1964 25ª giornata                                                           | Hessen Kassel | 6 – 0 referto | 1. FC Pforzheim | Auestadion (9 000 spett.) |
| \| \| \| \| \| Becker 25’, 68’, 80’ Fritzsche 42’ Kuster 56’ Jendrosch 62’ \| Marcatori \| \| |               |               |                 |                           |
|                                                                                               |               |               |                 |                           |
| Becker 25’, 68’, 80’ Fritzsche 42’ Kuster 56’ Jendrosch 62’                                   | Marcatori     |               |                 |                           |

| Arbitro: | Jacobi |

|                             |           |                 |
| Mikulasch 46’ Apfelbeck 75’ | Marcatori | 15’, 62’ Kuster |

| Arbitro: | Treiber |

|               |           |                       |
| Jendrosch 34’ | Marcatori | 48’ Hammann 72’ Desch |

| Arbitro: | Peters |

|               |           |                      |
| Träutlein 20’ | Marcatori | 47’ Kuster 85’ Assmy |

| Arbitro: | Gusenburger |

|                                      |           |         |
| Kuster 12’ Jendrosch 55’ Huttary 60’ | Marcatori | 90’ Kiß |

| Arbitro: | Heumann |

|                     |           |  |
| Ruoff 13’ Vogel 66’ | Marcatori |  |

| Arbitro: | Saal |

|               |           |  |
| Fritzsche 27’ | Marcatori |  |

| Arbitro: | Reil |

|  |           |                                     |
|  | Marcatori | 20’ Jendrosch 86’ Becker 88’ Burjan |

| Arbitro: | Hager |

|            |           |                                          |
| Kuster 66’ | Marcatori | 30’, 33’ Brzuske 44’ Tauchmann 80’ Knopf |

| Arbitro: | Handwerker |

|                   |           |                                         |
| Fröhlich 34’, 83’ | Marcatori | 47’ Huttary 54’ Jendrosch 63’ Fritzsche |

| Arbitro: | Ebersberger |

|                |           |          |
| Becker 7’, 74’ | Marcatori | 54’ Bast |

| Arbitro: | Jacobi |

|                   |           |                             |
| Gast 3’ Nuber 36’ | Marcatori | 15’ Fritzsche 33’ Jendrosch |

| Arbitro: | Ott |

|                                                                   |           |                                    |
| Kuster 28’ Kranz 31’ (aut.) Fritzsche 47’, 64’, 83’ Jendrosch 65’ | Marcatori | 27’ Reuter 32’ Schneider 90’ Krapf |

| Arbitro: | Tschenscher |

|            |           |                 |
| Becker 26’ | Marcatori | 31’ Wietschorke |

### Spareggi promozione
| Arbitro: | Fritz |

|            |           |                 |
| Michel 25’ | Marcatori | 77’, 78’ Gräber |

| Arbitro: | Ott |

|                   |           |                         |
| Breuer 78’ (rig.) | Marcatori | 53’ Jendrosch 75’ Assmy |

| Arbitro: | Treichel |

|               |           |                                                   |
| Jendrosch 17’ | Marcatori | 16’, 60’ Dausmann 29’ Brill 42’ (rig.) Kapitulski |

| Arbitro: | Thier |

|                                  |           |                                |
| Kapitulski 4’ (rig.) Herbrik 67’ | Marcatori | 25’, 79’, 88’ Assmy 62’ Kuster |

| Arbitro: | Regely |

|                         |           |  |
| Kuster 3’ Jendrosch 15’ | Marcatori |  |

| Arbitro: | Baumgärtel |

|                              |           |               |
| Heiser 10’ Rodekamp 40’, 82’ | Marcatori | 86’ Jendrosch |

### Coppa di Germania
| Arbitro: | Hennig |

|                   |           |                                 |
| Buchmann 51’, 65’ | Marcatori | 36’ Assmy 62’ Becker 64’ Dittel |

| Arbitro: | Jacobi |

|                                                        |           |            |
| Kraus 9’ Huberts 15’ Solz 58’, 61’, 83’ Eigenbrodt 89’ | Marcatori | 74’ Burjan |

## Statistiche

### Statistiche di squadra
| Competizione        | Punti | In casa | In casa | In casa | In casa | In casa | In casa | In trasferta | In trasferta | In trasferta | In trasferta | In trasferta | In trasferta | Totale | Totale | Totale | Totale | Totale | Totale | DR  |
| Competizione        | Punti | G       | V       | N       | P       | Gf      | Gs      | G            | V            | N            | P            | Gf           | Gs           | G      | V      | N      | P      | Gf     | Gs     | DR  |
| ------------------- | ----- | ------- | ------- | ------- | ------- | ------- | ------- | ------------ | ------------ | ------------ | ------------ | ------------ | ------------ | ------ | ------ | ------ | ------ | ------ | ------ | --- |
| Regionalliga sud    | 55    | 19      | 14      | 1       | 4       | 72      | 29      | 19           | 11           | 4            | 4            | 44           | 32           | 38     | 25     | 5      | 8      | 116    | 61     | +55 |
| Spareggi promozione | -     | 3       | 1       | 0       | 2       | 4       | 6       | 3            | 2            | 0            | 1            | 7            | 6            | 6      | 3      | 0      | 3      | 11     | 12     | -1  |
| Coppa di Germania   | -     | 0       | 0       | 0       | 0       | 0       | 0       | 2            | 1            | 0            | 1            | 4            | 8            | 2      | 1      | 0      | 1      | 4      | 8      | -4  |
| Totale              | 55    | 22      | 15      | 1       | 6       | 76      | 35      | 24           | 14           | 4            | 6            | 55           | 46           | 46     | 29     | 5      | 12     | 131    | 81     | +50 |

### Andamento in campionato
| Giornata  | 1 | 2 | 3 | 4 | 5 | 6 | 7 | 8 | 9 | 10 | 11 | 12 | 13 | 14 | 15 | 16 | 17 | 18 | 19 | 20 | 21 | 22 | 23 | 24 | 25 | 26 | 27 | 28 | 29 | 30 | 31 | 32 | 33 | 34 | 35 | 36 | 37 | 38 |
| --------- | - | - | - | - | - | - | - | - | - | -- | -- | -- | -- | -- | -- | -- | -- | -- | -- | -- | -- | -- | -- | -- | -- | -- | -- | -- | -- | -- | -- | -- | -- | -- | -- | -- | -- | -- |
| Luogo     | T | C | T | C | T | C | T | C | T | C  | T  | C  | T  | C  | T  | C  | T  | C  | T  | T  | C  | T  | C  | T  | C  | T  | C  | T  | C  | T  | C  | T  | C  | T  | C  | T  | C  | C  |
| Risultato | V | V | P | P | V | V | V | V | V | V  | P  | V  | N  | V  | V  | V  | V  | V  | N  | V  | P  | P  | V  | V  | V  | N  | P  | V  | V  | P  | V  | V  | P  | V  | V  | N  | V  | N  |
| Posizione | 3 | 3 | 8 | 9 | 8 | 6 | 4 | 4 | 3 | 1  | 3  | 2  | 2  | 2  | 1  | 1  | 1  | 1  | 1  | 1  | 1  | 2  | 2  | 2  | 1  | 1  | 2  | 2  | 2  | 2  | 2  | 2  | 2  | 2  | 2  | 1  | 1  | 1  |

Legenda:

Luogo: C = Casa; T = Trasferta. Risultato: V = Vittoria; N = Pareggio; P = Sconfitta.

### Statistiche dei giocatori
| Giocatore      | Spareggi promozione | Spareggi promozione | Spareggi promozione | Spareggi promozione | Regionalliga sud | Regionalliga sud | Regionalliga sud | Regionalliga sud | Coppa di Germania | Coppa di Germania | Coppa di Germania | Coppa di Germania | Totale   | Totale | Totale      | Totale     |
| Giocatore      | Presenze            | Reti                | Ammonizioni         | Espulsioni          | Presenze         | Reti             | Ammonizioni      | Espulsioni       | Presenze          | Reti              | Ammonizioni       | Espulsioni        | Presenze | Reti   | Ammonizioni | Espulsioni |
| -------------- | ------------------- | ------------------- | ------------------- | ------------------- | ---------------- | ---------------- | ---------------- | ---------------- | ----------------- | ----------------- | ----------------- | ----------------- | -------- | ------ | ----------- | ---------- |
| H. Alt         | 5                   | 0                   | 0                   | 0                   | 25               | 1                | 0                | 0                | 2                 | 0                 | 0                 | 0                 | 32       | 1      | 0           | 0          |
| H. Assmy       | 6                   | 4                   | 0                   | 0                   | 18               | 3                | 0                | 0                | 2                 | 1                 | 0                 | 0                 | 26       | 8      | 0           | 0          |
| G. Becker      | 3                   | 0                   | 0                   | 0                   | 36               | 21               | 0                | 0                | 2                 | 1                 | 0                 | 0                 | 41       | 22     | 0           | 0          |
| J. Burjan      | 3                   | 0                   | 0                   | 0                   | 25               | 5                | 0                | 1                | 1                 | 1                 | 0                 | 0                 | 29       | 6      | 0           | 1          |
| H. Dittel      | 6                   | 0                   | 0                   | 0                   | 37               | 0                | 0                | 0                | 2                 | 1                 | 0                 | 0                 | 45       | 1      | 0           | 0          |
| R. Fritzsche   | 6                   | 0                   | 0                   | 0                   | 36               | 21               | 0                | 0                | 1                 | 0                 | 0                 | 0                 | 43       | 21     | 0           | 0          |
| U. Habedank    | 0                   | 0                   | 0                   | 0                   | 1                | 1                | 0                | 0                | 0                 | 0                 | 0                 | 0                 | 1        | 1      | 0           | 0          |
| W. Hassenpflug | 0                   | 0                   | 0                   | 0                   | 2                | 0                | 0                | 0                | 0                 | 0                 | 0                 | 0                 | 2        | 0      | 0           | 0          |
| H. Huttary     | 5                   | 0                   | 0                   | 0                   | 38               | 6                | 0                | 0                | 2                 | 0                 | 0                 | 0                 | 45       | 6      | 0           | 0          |
| R. Istel       | 6                   | 0                   | 0                   | 0                   | 24               | 0                | 0                | 0                | 1                 | 0                 | 0                 | 0                 | 31       | 0      | 0           | 0          |
| K. Jendrosch   | 6                   | 4                   | 0                   | 0                   | 37               | 34               | 0                | 0                | 2                 | 0                 | 0                 | 0                 | 45       | 38     | 0           | 0          |
| E. Kuster      | 4                   | 2                   | 0                   | 0                   | 28               | 20               | 0                | 0                | 1                 | 0                 | 0                 | 0                 | 33       | 22     | 0           | 0          |
| K. Loweg       | 3                   | 0                   | 0                   | 0                   | 37               | 0                | 0                | 0                | 1                 | 0                 | 0                 | 0                 | 41       | 0      | 0           | 0          |
| H. Michel      | 6                   | 1                   | 0                   | 0                   | 28               | 0                | 0                | 1                | 2                 | 0                 | 0                 | 0                 | 36       | 1      | 0           | 1          |
| K. Nolte       | 3                   | 0                   | 0                   | 0                   | 1                | 0                | 0                | 0                | 1                 | 0                 | 0                 | 0                 | 5        | 0      | 0           | 0          |
| H. Schade      | 0                   | 0                   | 0                   | 0                   | 2                | 0                | 0                | 0                | 0                 | 0                 | 0                 | 0                 | 2        | 0      | 0           | 0          |
| W. Simon       | 0                   | 0                   | 0                   | 0                   | 9                | 1                | 0                | 1                | 0                 | 0                 | 0                 | 0                 | 9        | 1      | 0           | 1          |
| D. Vollmer     | 4                   | 0                   | 0                   | 0                   | 31               | 0                | 0                | 1                | 2                 | 0                 | 0                 | 0                 | 37       | 0      | 0           | 1          |
| P. Wolf        | 0                   | 0                   | 0                   | 0                   | 2                | 0                | 0                | 0                | 0                 | 0                 | 0                 | 0                 | 2        | 0      | 0           | 0          |
| H. Zufall      | 0                   | 0                   | 0                   | 0                   | 1                | 0                | 0                | 0                | 0                 | 0                 | 0                 | 0                 | 1        | 0      | 0           | 0          |